# Солнцев Гаврило Степанович
Гаври́ло Степа́нович Со́лнцев (нар. ? — пом.?) — український педагог, статський радник.

## Життєпис

### Педагогічна праця
На державній службі та у відомстві Міністерства народної освіти з 20 жовтня 1839 року по 24 травня 1855 року та з 25 лютого 1856 року/з 9 вересня 1859року.
У 1849—1855 навчальних роках у званні кандидата працює наглядачем Зотовського духовного училища.
У званні кандидата викладає у Тамбовській духовній академії предмет Математика у 1857—1859 навчальних роках, предмет Цивільна історія у 1859—1860 навчальному році.
У 1860—1862 навчальних роках у званні старший учитель викладає предмет Російська мова у Пінській чоловічій гімназії.
В Орловскій чоловічій гімназії у 1862—1863 навчальному році викладає предмет Російська мова у чині титулярний радник, з 1863—1864 навчального року — предмет Латинська мова у чині колезький асесор, у 1865—1867 навчальних роках — у чині надвірний радник, у 1867—1869 навчальних роках — у чині колезький радник, у 1869—1873 навчальних роках — у чині статський радник (з вислугою з 9 грудня 1868 року).
У 1873—1876 навчальних роках працює інспектором народних училищ Київської, Подільської та Волинської губерній.
У 1876—1880 навчальних роках працює інспектором Златопільської чоловічої прогімназії.
У 1884—1889 навчальних роках працює інспектором народних училищ Київської, Подільської та Волинської губерній.

### Нагороди
- Орден Святого Станіслава 2 ступеня (9 листопада 1870)[1].
- Орден Святої Анни 2 ступеня[35].
- Орден Святого Володимира 3 ступеня[35].
- Медаль «У пам'ять війни 1853–1856» на Володимирській стрічці[1].
- Медаль «У пам'ять царювання імператора Олександра III»[35].

## Зазначення
1. 1 2 3 4  Список лицам, служащим по ведомству Министерства народного образования. 1874/5 учебный год. — СПб : Типография В. С. Балашева, 1874. — С. 154.(рос. дореф.)
2. ↑  Адрес-Календарь. Общий Штат Российской Империи. 1850, часть 1 и 2. Ч. 1 Р. II С. 84п [Архівовано 20 грудня 2016 у Wayback Machine.](рос. дореф.)
3. ↑  Адрес-Календарь. Общая Роспись всех чиновных особ в государстве. 1851, часть 1, 2 и алфавитный указатель личных имен. Ч. 1 Р. II С. 120п [Архівовано 20 грудня 2016 у Wayback Machine.](рос. дореф.)
4. ↑  Адрес-Календарь. Общая Роспись всех чиновных особ в Государстве. 1852. Часть 1 и 2. Ч. 1 Р. II С. 120п [Архівовано 4 березня 2016 у Wayback Machine.](рос. дореф.)
5. ↑  Адрес-Календарь. Общая роспись всех чиновных особ в государстве 1853 год. (часть 1 и 2). Ч. 1 Р. II С. 122п [Архівовано 5 березня 2016 у Wayback Machine.](рос. дореф.)
6. ↑  Адрес-Календарь. Общая Роспись всех чиновных особ в государстве, 1854 год. Часть 1 и 2. Ч. 1 Р. II С. 124п [Архівовано 20 грудня 2016 у Wayback Machine.](рос. дореф.)
7. ↑  Адрес-Календарь. Общая Роспись всех чиновных особ в государстве. Часть 1 и 2. Ч. 1 Р. II С. 125п [Архівовано 20 грудня 2016 у Wayback Machine.](рос. дореф.)
8. ↑  Адрес-Календарь. Общая Роспись всех чиновных особ в Государстве. 1857. Часть 1 и 2. Ч. 1 Р. II С. 126л [Архівовано 20 грудня 2016 у Wayback Machine.](рос. дореф.)
9. ↑  Адрес-Календарь. Общая роспись всех чиновных особ в государстве на 1858 - 1859 год., Часть 1 и 2. Ч. 1 Р. II С. 141л [Архівовано 16 січня 2017 у Wayback Machine.](рос. дореф.)
10. ↑  Адрес-Календарь. Общая Роспись всех чиновных особ в государстве на 1859 год. Часть 1 и 2. Ч. 1 С. 296 [Архівовано 20 грудня 2016 у Wayback Machine.](рос. дореф.)
11. ↑  Адрес-Календарь. Общая Роспись начальствующих и прочих должностных лиц на 1860-61 год. Ч. 1 С. 415 [Архівовано 16 січня 2017 у Wayback Machine.](рос. дореф.)
12. ↑  Адрес-Календарь. Общая Роспись начальствующих и прочих должностных лиц на 1861-62 год. Ч. 1 С. 385 [Архівовано 2 квітня 2015 у Wayback Machine.](рос. дореф.)
13. ↑  Адрес-Календарь. Общая Роспись начальствующих и прочих должностных лиц по всем управлениям в Империи, на 1862—1863 год. Часть 1 и 2. Ч. 1 С. 384 [Архівовано 13 січня 2017 у Wayback Machine.](рос. дореф.)
14. ↑  Адрес-календарь. Общая роспись начальствующих и прочих должностных лиц по всем управлениям в империи, и по главным управлениям в Царстве Польском и в Великом княжестве Финляндском на 1863—1864 год: Ч. 1-2. Ч. 1 С. 394 [Архівовано 2016-12-20 у Wayback Machine.](рос. дореф.)
15. ↑  Адрес-Календарь. Общая Роспись начальствующих и прочих должностных лиц на 1865-66 год. Ч. 1 С. 391 [Архівовано 20 грудня 2016 у Wayback Machine.](рос. дореф.)
16. ↑  Адрес-Календарь. Общая Роспись начальствующих и прочих должностных лиц на 1866-67 год. Ч. 1 С. 408 [Архівовано 20 грудня 2016 у Wayback Machine.](рос. дореф.)
17. ↑  Адрес-Календарь. Общая роспись начальствующих и прочих должностных лиц по всем управлениям в Российской Империи на 1868 год. Часть 1 и 2. Ч. 1 С. 444 [Архівовано 20 грудня 2016 у Wayback Machine.](рос. дореф.)
18. ↑  Адрес-Календарь. Общая роспись нанальствующих и прочих должностных лиц по всем управлениям в Российской Империи на 1869 год. Часть 1 и 2. Ч. 1 С. 451 [Архівовано 20 грудня 2016 у Wayback Machine.](рос. дореф.)
19. ↑  Адрес-Календарь. Общая Роспись начальствующих и прочих должностных лиц на 1870 год. Ч. 1 С. 481 [Архівовано 20 грудня 2016 у Wayback Machine.](рос. дореф.)
20. ↑  Адрес-Календарь. Общая Роспись начальствующих и прочих должностных лиц на 1871 год. Ч. 1 С. 485 [Архівовано 20 грудня 2016 у Wayback Machine.](рос. дореф.)
21. ↑  Адрес-Календарь. Общая Роспись начальствующих и прочих должностных лиц на 1872 год. Ч. 1 С. 439 [Архівовано 20 грудня 2016 у Wayback Machine.](рос. дореф.)
22. ↑  Адрес-Календарь. Общая Роспись начальствующих и прочих должностных лиц в Российской Империи на 1873 год. Часть 1 и 2. Ч. 1 С. 430 [Архівовано 20 грудня 2016 у Wayback Machine.](рос. дореф.)
23. ↑  Адрес-Календарь. Общая Роспись начальствующих и прочих должностных лиц в Российской Империи на 1874 год. Часть 1 и 2. Ч. 1 С. 402 [Архівовано 4 лютого 2017 у Wayback Machine.](рос. дореф.)
24. ↑  Адрес-Календарь. Общая Роспись начальствующих и прочих должностных лиц в Российской Империи на 1875 год. Часть 1 и 2. Ч. 1 С. 407 [Архівовано 4 лютого 2017 у Wayback Machine.](рос. дореф.)
25. ↑  Адрес-Календарь. Общая Роспись начальствующих и прочих должностных лиц в Российской Империи на 1876 год. Часть 1 и 2. Ч. 1 С.408 [Архівовано 2 квітня 2015 у Wayback Machine.](рос. дореф.)
26. ↑  Адрес-Календарь. Общая Роспись начальствующих и прочих должностных лиц в Российской Империи на 1877 год. Часть 1 и 2. Ч. 1 С. 421 [Архівовано 2 квітня 2015 у Wayback Machine.](рос. дореф.)
27. ↑  Адрес-Календарь. Общая Роспись начальствующих и прочих должностных лиц в Российской Империи на 1878 год. Часть 1 и 2. Ч. 1 С. 414 [Архівовано 2 квітня 2015 у Wayback Machine.](рос. дореф.)
28. ↑  Адрес-Календарь. Общая Роспись начальствующих и прочих должностных лиц в Российской Империи на 1879 год. Часть 1 и 2. Ч. 1 С. 432 [Архівовано 10 травня 2017 у Wayback Machine.](рос. дореф.)
29. ↑  Адрес-Календарь. Общая Роспись начальствующих и прочих должностных лиц в Российской Империи на 1880 год. Часть 1 и 2. Ч. 1 С. 434 [Архівовано 10 травня 2017 у Wayback Machine.](рос. дореф.)
30. ↑  Адрес-Календарь. Общая Роспись начальствующих и прочих должностных лиц в Российской Империи на 1885 год. Часть 1 и 2. Ч. 1 С. 402 [Архівовано 22 жовтня 2016 у Wayback Machine.](рос. дореф.)
31. ↑  Адрес-Календарь. Общая Роспись начальствующих и прочих должностных лиц в Российской Империи на 1886 год. Часть 1 и 2. Ч. 1 С. 399 [Архівовано 22 жовтня 2016 у Wayback Machine.](рос. дореф.)
32. ↑  Адрес-Календарь. Общая Роспись начальствующих и прочих должностных лиц в Российской Империи на 1887 год. Часть 1 и 2. Ч. 1 С. 395 [Архівовано 22 жовтня 2016 у Wayback Machine.](рос. дореф.)
33. ↑  1888. Адрес-Календарь. Общая роспись начальствующих и прочих должностных лиц по всем управлениям в Российской Империи, часть 1 и 2. Ч. 1 С. 394 [Архівовано 22 жовтня 2016 у Wayback Machine.](рос. дореф.)
34. ↑  1889. Адрес-календарь. Общая роспись начальствующих и прочих должностных лиц по всем управлениям в Российской Империи, часть 1 и 2. Ч. 1 С. 388 [Архівовано 22 жовтня 2016 у Wayback Machine.](рос. дореф.)
35. 1 2 3  Список лиц служащих по ведомству Министерства народного образования на 1897 год. — СПб : типография Министерства внутренних дел, 1896. — С. 108.(рос. дореф.)